# Lithocarpus xylocarpus
Lithocarpus xylocarpus (Kurz) Markgr. – gatunek roślin z rodziny bukowatych (Fagaceae Dumort.). Występuje naturalnie w północno-wschodnich częściach Indii i Mjanmy, północnej części Laosu, Wietnamie oraz południowych Chinach (w południowym Junnanie i południowo-wschodnim Tybecie). 

## Morfologia
PokrójZimozielone drzewo dorastające do 30 m wysokości.
LiścieBlaszka liściowa jest skórzasta i ma kształt od podługowatego do lancetowatego. Mierzy 9–15 cm długości oraz 2–5 cm szerokości, jest całobrzega, ma klinową nasadę i ostry wierzchołek. Ogonek liściowy jest nagi i ma 10 mm długości.
OwoceOrzechy o kształcie od elipsoidalnego do niemal kulistego, dorastają do 20–30 mm średnicy. Osadzone są pojedynczo w miseczkach o niemal kulistym kształcie, które mierzą 30–45 mm średnicy. Orzechy są całkowicie otulone w miseczkach.

## Biologia i ekologia
Rośnie w lasach mieszanych. Występuje na wysokości od 1800 do 2300 m n.p.m. Kwitnie od maja do czerwca, natomiast owoce dojrzewają od września do października.